# Lobivia albipectinata
Lobivia albipectinata là một loài thực vật có hoa trong họ Cactaceae. Loài này được (Rausch) Neirinck mô tả khoa học đầu tiên năm 1994.